# Jesús María Viana Santacruz
Jesús María Viana Santacruz (Vitòria, 6 de juliol de 1942 - Madrid, 25 de febrer de 1987) fou un polític basc, diputat al Congrés dels Diputats en la I Legislatura i diputat al Parlament Basc.

## Biografia
Es va llicenciar en Dret i va obtenir el títol d'intendent mercantil. La seva primera experiència en política es va produir molt jove. Als 25 anys va ser nomenat alcalde del barri d'Arana de Vitòria. Anys més tard, el 1976 va ser elegit president del Consell d'Empresaris i vicepresident de la Cambra de comerç d'Àlaba.

### Diputat d'UCD durant la Transició
El 1977 Viana dona el salt definitiu a la política integrant-se en la recentment creada Unió de Centre Democràtic (UCD) com un dels seus quadres locals a Àlaba. La UCD va néixer com una coalició de partits entorn de la figura d'Adolfo Suárez, president del Govern en aquell moment.
Viana va ocupar la secretaria general i la presidència del partit a Àlaba. En les primeres eleccions democràtiques celebrades el 1977 va ser elegit diputat per Àlaba al Congrés dels Diputats en la candidatura d'UCD. Durant la Legislatura Constituent d'Espanya (1977-79) va presidir la Comissió d'Hisenda de les Corts i va ser vicepresident del seu grup parlamentari al Congrés. A les eleccions generals espanyoles de 1979 va ser reelegit com a diputat, però el 1980 renunciaria al seu escó en les Corts per incompatibilitat amb el seu nou càrrec de parlamentari basc.
Entre 1977 i 1982 va ser a més membre de l'executiva d'UCD.

### Labor política al País Basc
Després d'haver ocupat la secretaria general i la presidència d'UCD a Àlaba, Viana va ser president d'UCD al País Basc entre 1978 i 1981. Va tenir una participació important en la redacció de l'Estatut d'autonomia del País Basc de 1979. Va ser membre del Consell General Basc (1978-80), com a Conseller d'Obres Públiques i Habitatge. El Consell General Basc va ser la institució basca en la qual participaven la major part dels partits polítics per preparar l'Estatut d'Autonomia. També va ser un dels 13 ponents que van redactar l'Estatut de Guernica.
Va ser escollit com a parlamentari basc en les Eleccions al Parlament Basc de 1980. Va ser parlamentari basc entre 1980 i 1983, primer representant a UCD i després de l'escissió d'aquest partit en 1982 al recentment creat Centre Democràtic i Social.

### Dirigent del CDS
Viana va participar el juliol de 1982 en la formació del Centre Democràtic i Social (CDS), partit creat per l'antic capdavanter d'UCD i expresident del govern Adolfo Suárez. Viana va ser un dels homes de confiança de Suárez en aquests anys i el cap visible del seu partit al País Basc; president del CDS al País Basc des de 1982 i membre del Comitè Nacional.
El 1986 Viana va ser l'encarregat de dirigir la campanya electoral del CDS en les Eleccions generals espanyoles de 1986, en les quals el partit de Suárez va ser catapultat a la condició de tercer partit de l'arc parlamentari i amb 19 escons va obtenir els millors resultats de la història. Arran d'aquest èxit, al Congrés del CDS de 1986, Viana va ser nomenat Secretari General.
Aquest mateix any, va ser candidat a lehendakari a les Eleccions basques de novembre de 1986 i va obtenir un escó al Parlament Basc per Àlaba; escó del que amb prou feines va tenir temps de prendre possessió. El 25 de febrer de 1987, amb 44 anys, va morir en Madrid víctima d'un inesperat accident vascular cerebral.